# 科奇基區

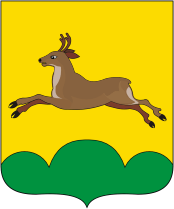
科奇基區的徽章

54°20′N 80°29′E / 54.333°N 80.483°E
科奇基區（俄语：Кочковский район），是俄羅斯的一個區，位於該國南部，由新西伯利亞州負責管轄，面積2,518平方公里，2010年人口14,863，人口密度每平方公里5.9人。